# Boa
Pour les articles homonymes, voir Boa (homonymie).
Taxons concernés
Dans la famille des Boidae :
- dans les genres :
  - Acrantophis
  - Boa
  - Chilabothrus
  - Corallus
  - Eryx
  - Gongylophis
  - Sanzinia

Dans la famille des Bolyeriidae :
- dans les genres :
  - Bolyeria
  - Casarea

Le mot boa est un terme du vocabulaire courant qui désigne plusieurs espèces de serpents carnivores constricteurs. Ce nom ne correspond pas à un niveau précis de la classification scientifique des espèces. Autrement dit, il s'agit d'un nom vernaculaire dont le sens est ambigu en biologie car il désigne une partie seulement des différentes espèces de la famille des Boidae, notamment celles du genre Boa, mais aussi quelques serpents de la famille des Bolyeriidae : les « boas de l'île Ronde ».

## Physiologie, comportement et écologie
Les caractéristiques générales des boas sont celles des Boidae ou des Bolyeriidae, avec des nuances pour chaque espèce : voir les articles détaillés pour plus d'informations sur leur description ou leur mode de vie.

### Caractéristiques communes
Ce sont généralement des serpents de belle taille, capables d'étouffer leur proie avec leur corps, mais non venimeux.

## Noms français et noms scientifiques correspondants
Liste alphabétique de noms vulgaires ou de noms vernaculaires attestés en français.

Note : certaines espèces ont plusieurs noms et figurent donc plusieurs fois dans cette liste. Les classifications évoluant encore, certains noms scientifiques ont peut-être un autre synonyme valide. En gras, l'espèce la plus connue des francophones.

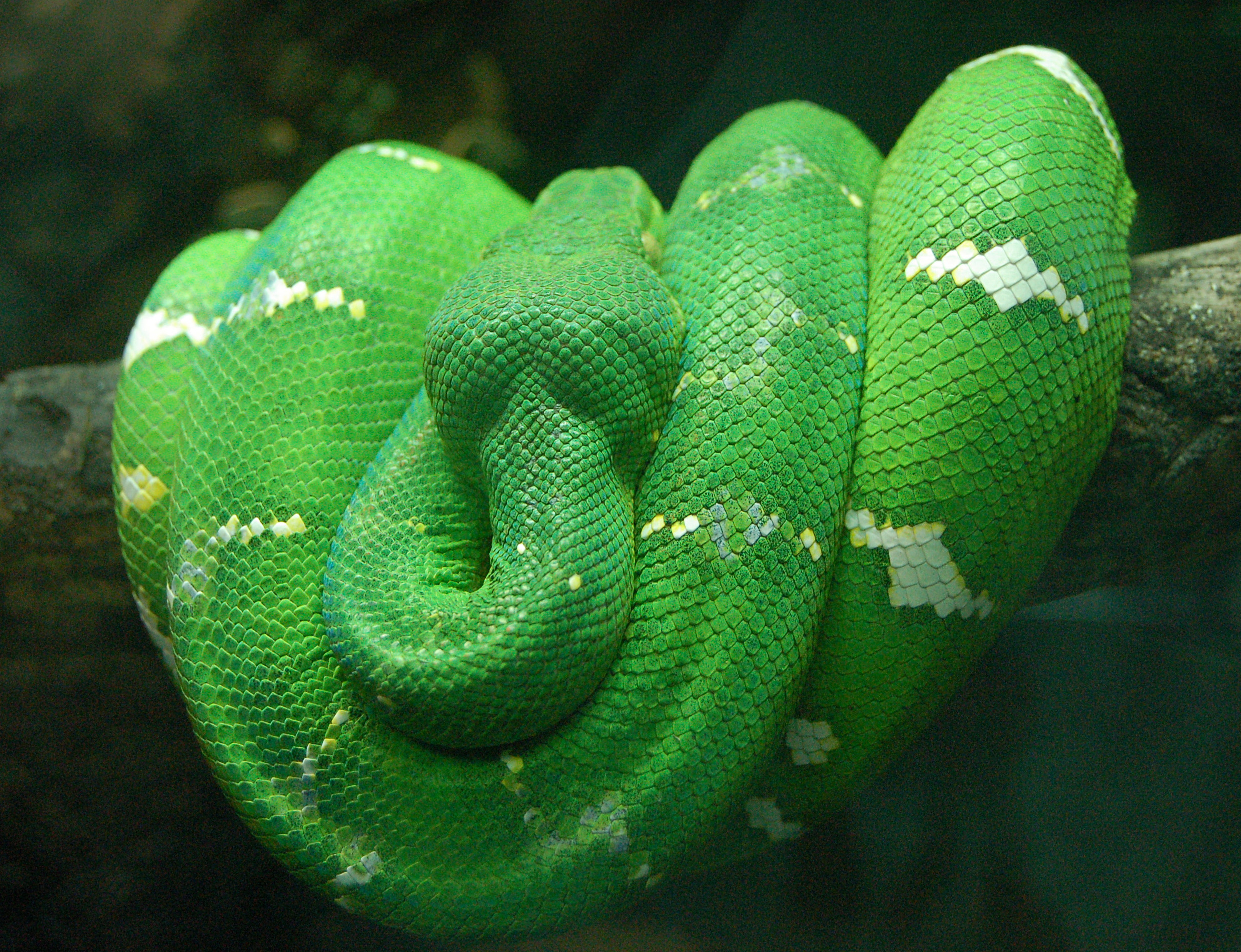
Boa émeraude (Corallus caninus), à ne pas confondre avec le Python vert (Morelia viridis)

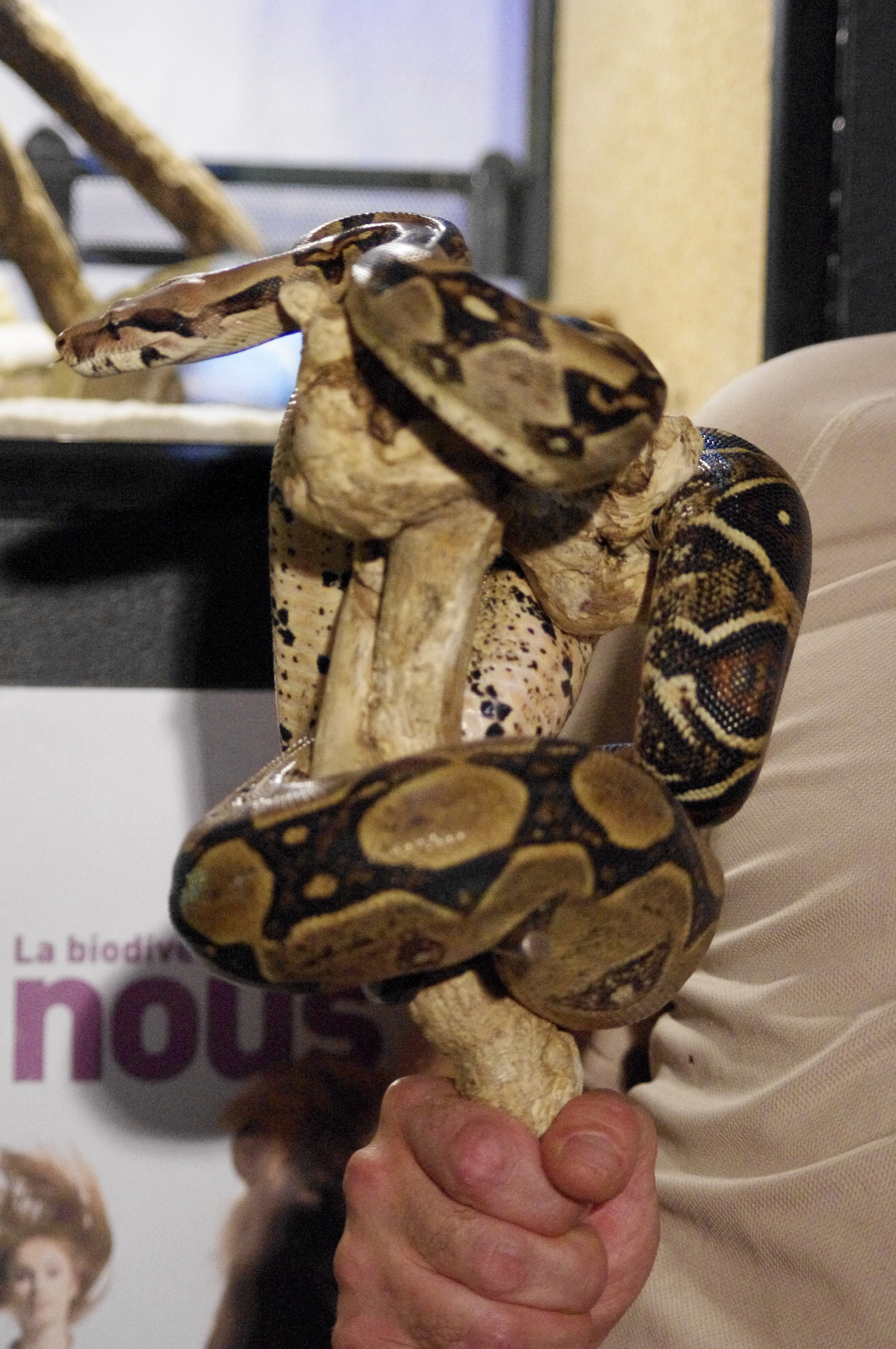
Boa constricteur - Boa constrictor

- Boa arboricole de Madagascar - Sanzinia madagascariensis[3] ou Acrantophis madagascariensis[4]
- Boa canin - Boa canina[3]
- Boa constricteur - Boa constrictor[3]
- Boa de Cuba - Chilabothrus angulifer[4]
- Boa de Duméril - Acrantophis dumerili[3],[4]
- Boa de Madagascar - Acrantophis madagascariensis[3]
- Boa devin - voir Boa constricteur[1]
- Boa empereur - Boa imperator[réf. souhaitée]
- Boa manditra - Sanzinia madagascariensis[3]
- Boa émeraude - Corallus caninus[3],[5]
- Boa fouisseur de l'île Maurice - Bolyeria multocarinata[4]
- Boa fouisseur de l'île Ronde - voir Boa fouisseur de l'île Maurice[4]
- Boa de la Jamaïque - Chilabothrus subflavus[4]
- Boa de l'île Ronde de Dussumier - Casarea dussumieri[4]
- Boa de l'île Ronde de Schlegel - voir Boa de l'île Ronde de Dussumier[réf. nécessaire]
- Boa d'Amazonie - Corallus hortulanus[3]
- Boa de Madagascar - Acrantophis madagascariensis[4]
- Boa de Porto Rico - Chilabothrus inornatus[4]
- Boa des forêts - voir Boa arboricole de Madagascar[3]
- Boa des forêts de Madagascar - voir Boa arboricole de Madagascar[4]
- Boa des perroquets - voir Boa émeraude[5]
- Boa des sables - Eryx jaculus[3]
- Boa des sables d'Afrique - Gongylophis colubrinus[3]
- Boa des savanes de Duméril - voir Boa de Duméril[4]
- Boa sobre - voir Boa de Porto Rico[4]

## Boas dans l'art
Les boas sont utilisés dans des spectacles de cirque ou de danse où ils s'enroulent généralement autour des corps.
Par analogie, on appelle un boa une longue écharpe de fourrure ou de plumes, portée autour du cou.

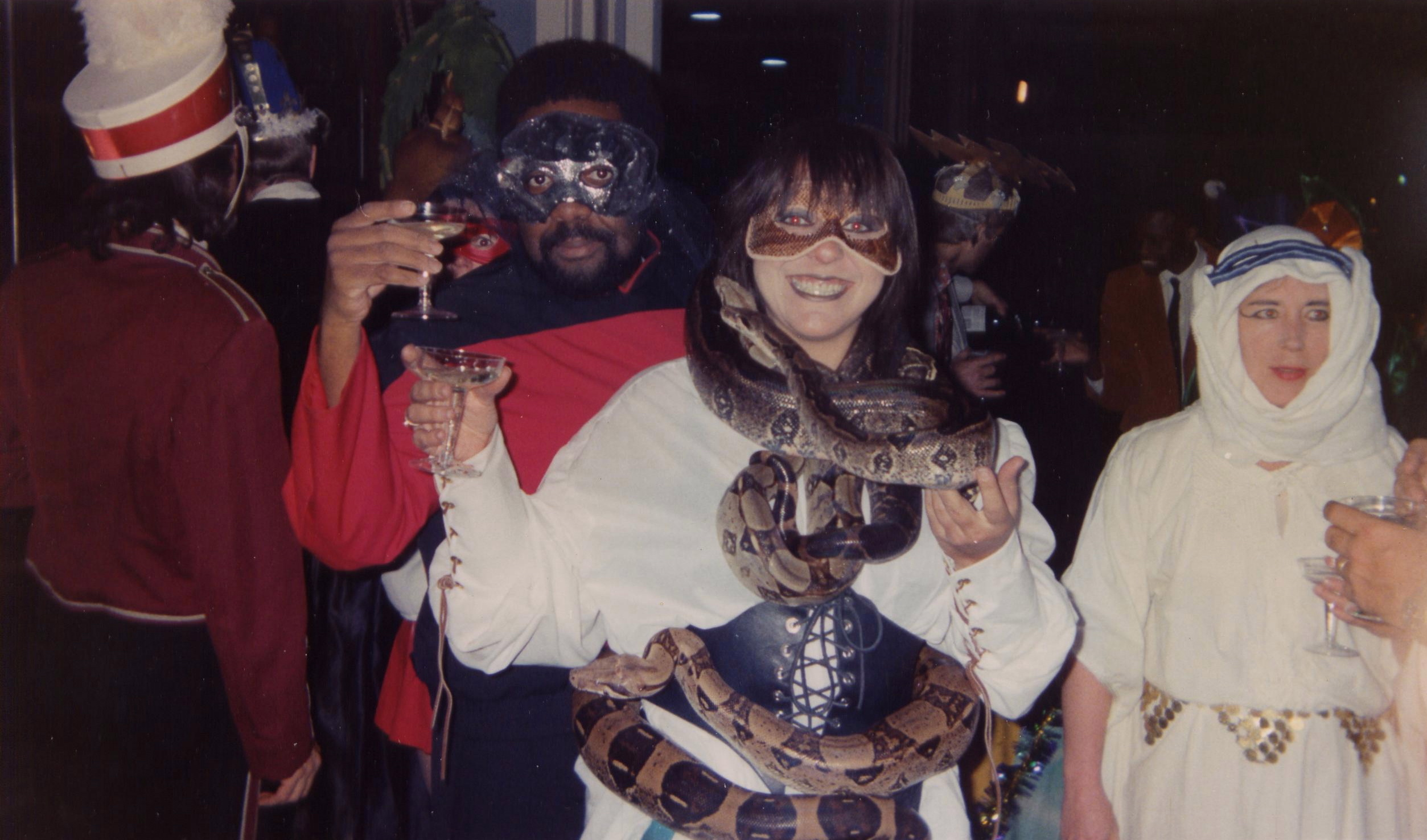
Boa (Boa constrictor) comme parure de bal masqué
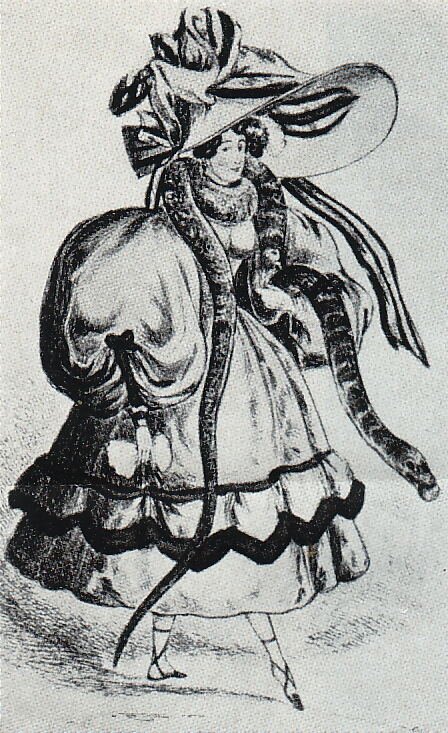
Caricature de 1829
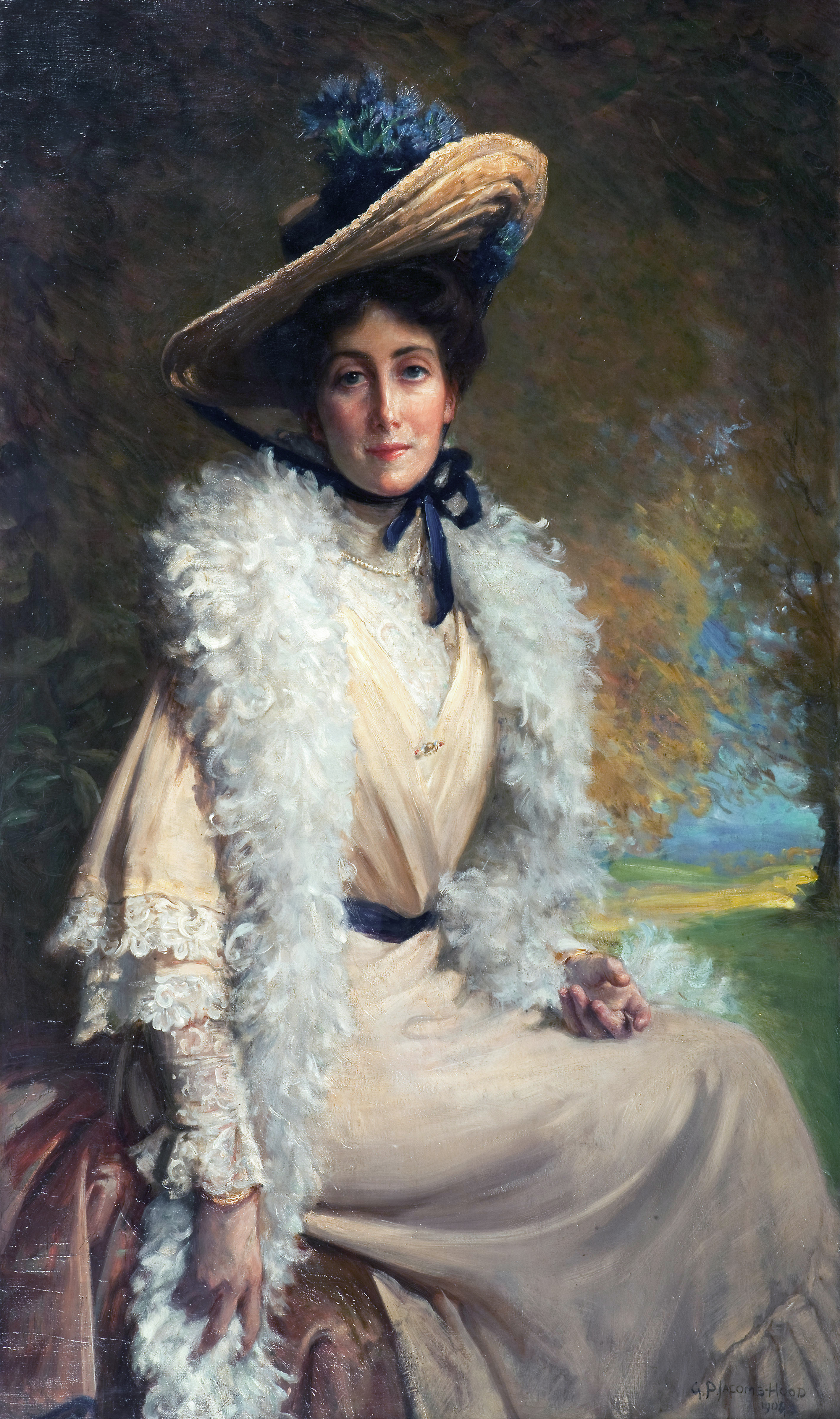
Femme portant un Boa

## Bande-dessinée
- Dans le second album d'Hergé paru en 1930-1931, Tintin au Congo, Milou se fait, à la page 34, avaler par un serpent présenté comme un boa avant de s'échapper.